# TRML

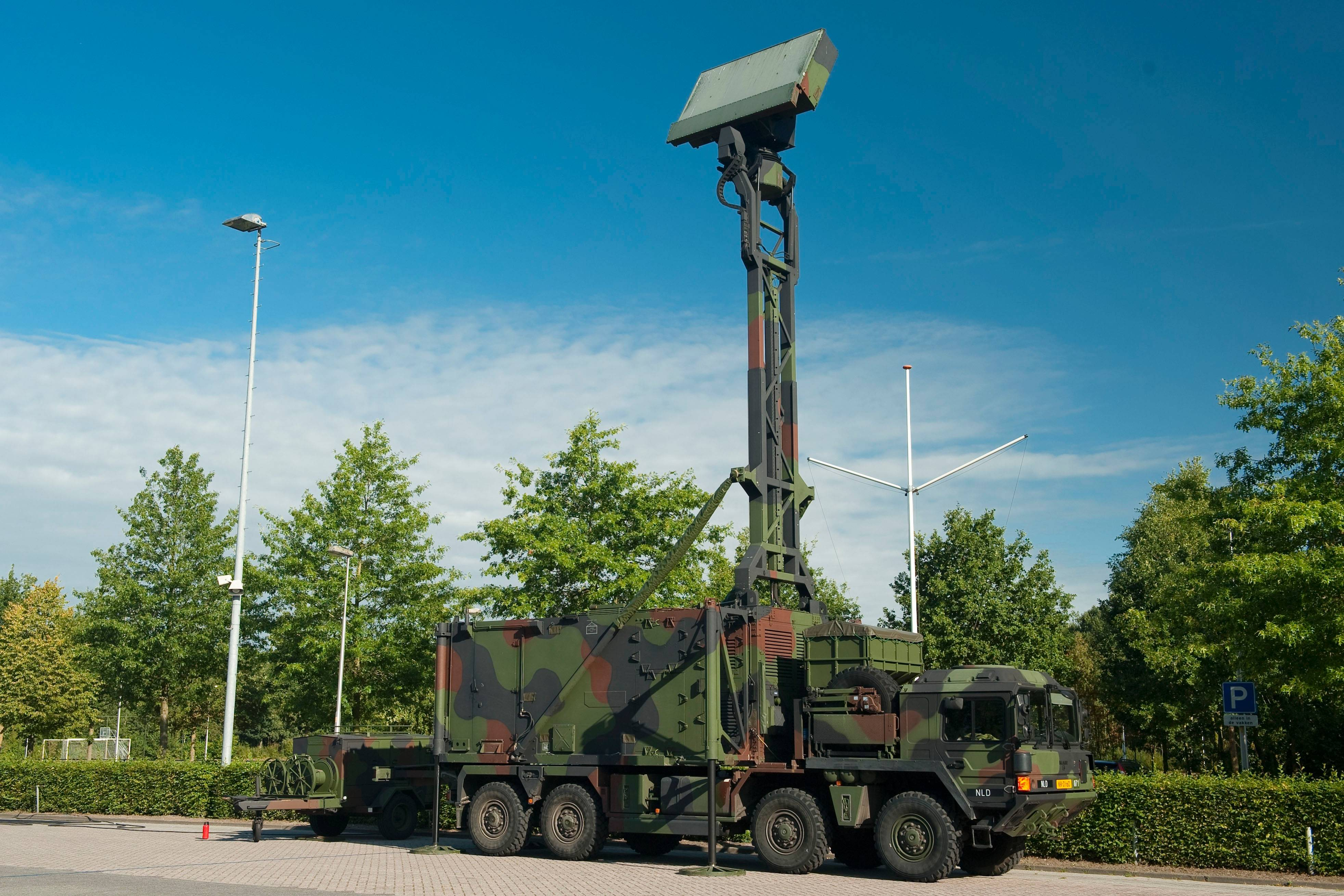
Een TRML radar in uitgeklapte toestand op een MAN 8x8 vrachtwagen met shelter

De TRML ("Telefunken Radar Mobil Luftraumüberwachung") is een autonoom, mobiel radarsysteem voor de luchtverdediging.  De TRML wordt gebruikt voor bewaking van het luchtruim en het aansturen van wapensystemen voor de luchtverdediging, die in dat geval hun eigen radar niet hoeven te gebruiken. Het bereik van de nieuwste versie van de TRML is 200 km. Het systeem is onder andere in gebruik bij het Defensie Grondgebonden Luchtverdedigingscommando (DGLC) van de Nederlandse krijgsmacht.
De TRML werd ontwikkeld door DASA. DASA ging in 2000 op in EADS, dat sinds januari 2014 opereert onder de naam Airbus Defence and Space. Met de afsplitsing van de elektronicadivisie van Airbus Defence and Space eind februari 2017, kwam het bedrijf te vallen onder de Duitse multinational Hensoldt Holding GmbH.

## Kenmerken
De belangrijkste onderdelen van het radarsysteem TRML zijn:
- radarshelter[3] met eleveerbare antennemast, hydraulisch systeem en geïntegreerd aggregaat; de antennemast kan tot 12 m (bovenrand antenne) opgericht. De antenne kan ook gebruikt worden zonder de mast uit te vouwen.
- geïntegreerd Identification friend or foe (IFF) systeem onder de radarantenne
- GPS-ontvanger
- radio’s voor spraak- en dataverbindingen
- computers voor luchtbeeldopbouw

De TRML bewaakt het luchtruim dag en nacht. Het toestel lokaliseert, identificeert en rapporteert vliegtuigen op lage en middelbare hoogte. Het genereert vuurleidingsgegevens voor de gedetecteerde luchtdoelen die vervolgens in het luchtverdedigingsnetwerk kunnen worden ingevoerd.
De TRML wordt door twee personen bediend vanuit de shelter. Het ontwerp van deze shelter met uitklapbare mast is  goed te camoufleren en heeft daardoor onopvallende visuele, akoestische en IR-signatuur. Daardoor is de zogenaamde passieve nabijbeveiliging relatief goed. Voor de energievoorziening van het systeem wordt gezorgd door een geïntegreerd dieselaggregaat; het is ook mogelijk van een externe stroombron gebruik te maken.
De radarantenne en de geïntegreerde IFF antenne zijn gemonteerd op de uitklapbare mast, waarmee de antennehoogte naar keuze kan worden ingesteld op 4 of 12 meter boven de grond.
Het TRML-systeem is ingebouwd in een shelter die op een dragend voertuig wordt vervoerd. Een hoge operationele mobiliteit is verkregen doordat het dragende voertuig de zeer terreinvaardige 10-tons MAN Lkw 15 t mil gl BR A1 (8x8). Het systeem kan ook op andere types voertuigen vervoerd worden. De shelter en het dragende voertuig zijn apart transporteerbaar per spoor, boot en vliegtuig (o.a. de C-130 Hercules).
Afhankelijk van bijvoorbeeld terreinomstandigheden kan de shelter in stelling op het dragend voertuig blijven, of het kan van het voertuig afgezet worden. Door hydraulische stempels kan het systeem van een voertuig af en er weer op worden gezet zonder dat er een kraan nodig is. Het systeem kan na aankomst in de opstelling in ongeveer 20 minuten operationeel gereed zijn. Dezelfde tijd is nodig om het systeem weer verplaatsingsgereed te maken.

## Versies

### TRML-2D

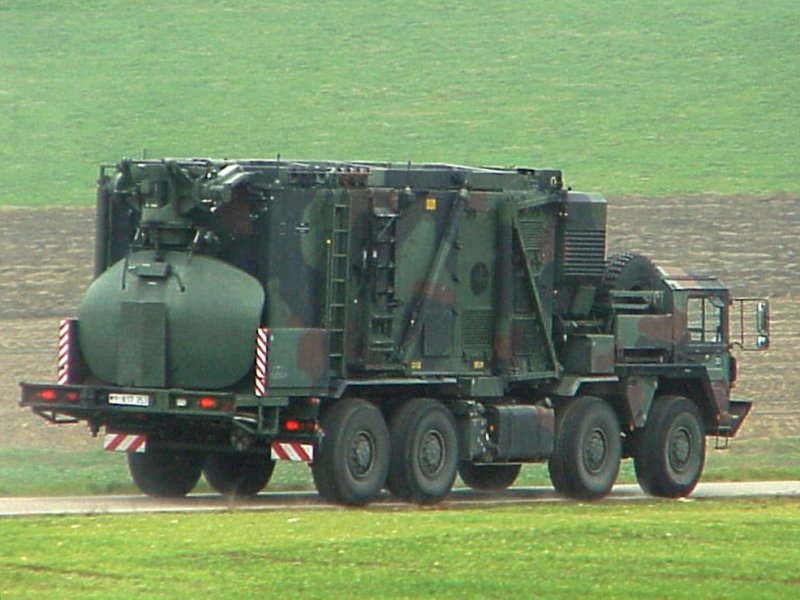
TRML-2D tijdens een verplaatsing

De TRML-2D heeft een parabolische antenne waarvan de onderkant iets afwijkt van de parabolische vorm en zo een zogenaamde "onderlip" vormt. Het is een volledig coherente radar. De antenne kan lineair en circulair gepolariseerd zenden en ontvangen. De IFF-antenne is geïntegreerd in de radarantenne. De omnidirectionele zijlob-onderdrukking bevindt zich boven de parabolische reflector. De radar van de TRML-2D werkt in de G-frequentieband. Ze beschikt over een speciaal kanaal om helikopter te volgen. Dit maakt gelijktijdige actie mogelijk tegen snelle, laagvliegende vliegtuigen en kruisraketten en tegen langzame of stil hangende vliegende doelen zoals helikopters. De Electronic counter-countermeasures (ECCM) uitrusting ter bescherming tegen Electronic countermeasures (ECM) en het Moving Target Indicator (MTI) systeem (een hoge resolutie clutter kaart) maken het mogelijk ook zeer kleine doelen te volgen onder lastige omstandigheden.
Het bereik van de radar is 46 km voor doelen met een radardoorsnede van 1 m2. De detectiekans is 80% voor doelen tot een hoogte van 6000m. Voor doelen met een radardoorsnede van 3m2 is het bereik 60 km. Het systeem kan 90 doelen tegelijk behandelen.

### TRML-3D
De radar kan worden uitgerust met een 16-lijns phased array-antenne. Deze werkt in de G-frequentieband. Met deze upgrade wordt het systeem TRML-3D genoemd. In de standaardversie is deze antenne lineair horizontaal gepolariseerd. Door middel van een rotormechanisme waarop een noordzoekende gyrotol is bevestigd, is de antenne 360° draaibaar. Als optie is een polarisatiewisselaar beschikbaar. Het bereik van de TRML-3D is 200 km.

### TRML-3D/32

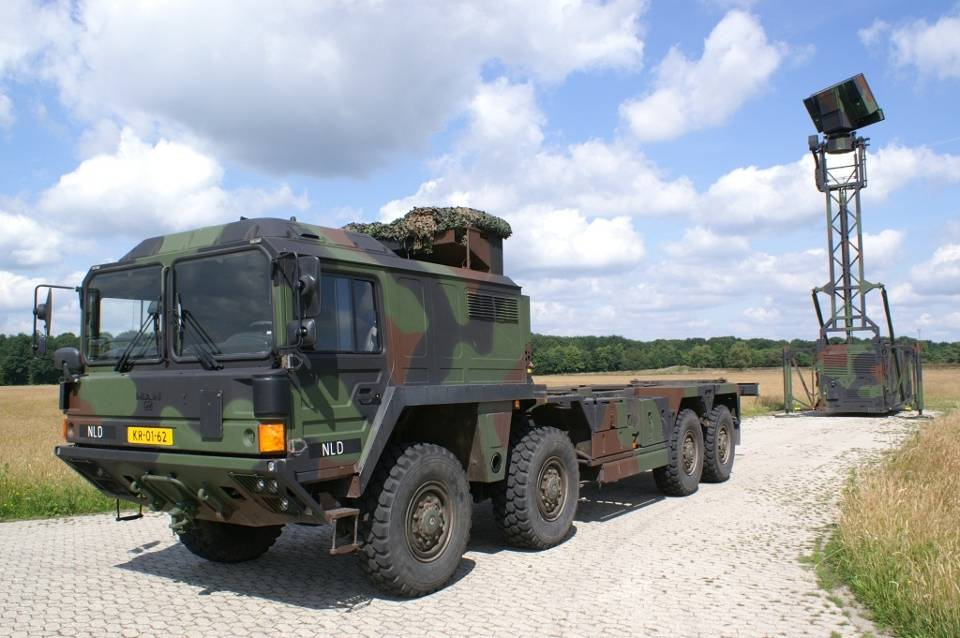
Nederlandse TRML-3D/32radar vrijstaand van de MAN 8x8 vrachtwagen opgesteld

De primaire radar van de TRML-3D/32 is werkzaam volgens het phased array-principe in de C-frequentieband. daarnaast wordt door middel van een Doppler-processor aanwezige clutter (als gevolg van regen, chaff of ruisstoring) onderdrukt. De radar heeft een maximaal bereik van ongeveer 200 kilometer en kan fixed-wing doelen met een snelheid van 35 tot 950 m/sec en rotary-wing doelen met een snelheid tot 85 m/sec detecteren. De TRML-3D/32 beschikt over een uitgebreid pakket aan Electronic counter-countermeasures (ECCM)-maatregelen en voorziet in passieve bescherming tegen inzet van Anti Radiation Missiles (ARM). Daarnaast beschikt de TRML-3D/32 over een geïntegreerde monopuls IFF-antenne (lineair array), die direct onder de primaire radar is gemonteerd. Dit systeem ondersteunt IFF-mode 1, 2, 3A, 4 en C.
Om de uitgebreide mogelijkheden van de TRML-3D/32 optimaal te gebruiken, kan gekozen worden uit vier radarmodes, waarbij zoekbereik en bijbehorende detectiekarakteristieken afgestemd kunnen worden op de specifieke operationele omstandigheden:
- Very Short Range (VSR) Mode. Bereik 30 kilometer en hoogte tot 15 kilometer. Deze mode beschikt over een hoge verversingsgraad[12] en een zeer hoge detectie- en classificatiekans van laag liegende en plotseling opkomende vliegtuigen, helikopters en (kruis)raketten met een relatief klein radardoorsnede (radareflecterend oppervlak). Snelle detectie, identificatie en classificatie van dergelijke luchtdoelen is noodzakelijk om (V)SHORAD[13]-wapensystemen, belast met de bestrijding van doelen op de (zeer) korte afstand, maximale reactietijd te verschaffen.
- Short Range (SR) Mode. Bereik 90 kilometer en hoogte tot 18 kilometer. Het toegenomen zoekbereik resulteert in een lage(re) verversingsgraad. Deze mode bij uitstek geschikt voor het optreden in omgevingen met ongewenste echo's of clutter.[10] Deze mode is vooral geschikt voor de detectie van laag vliegende doelen op grotere afstand en daaraan gekoppelde doeltoewijzing.
- Medium Range (MR) Mode. Bereik 120 kilometer en hoogte tot 20 kilometer. De relatief lage verversingssnelheid zorgt ervoor dat de actualiteit van de gepresenteerde tracks in de meeste gevallen niet voldoende is voor inzet van luchtverdedigingssystemen voor de korte afstand (SHORAD).[13] De mode biedt een goed evenwicht tussen detectie op langere afstand en hoogte, effectieve onderdrukking van aanwezige clutter en is daardoor geschikt voor inzet in het kader van algemene luchtruimbewaking.
- Long Range (LR) Mode. Bereik 200 kilometer en hoogte tot 23 kilometer. Deze mode is vereist voor luchtruimbewaking en bruikbaar voor voorwaarschuwing in algemene zin. Het koppelt een groot bereik aan een lage verversingsgraad, waardoor de detectiekans voor kleine luchtdoelen (radardoorsnede van minder dan 1 m2) beperkt is.

#### Inzet TRML-3D/32
Een radarsysteem bewaakt een opgedragen deel van het luchtruim vanuit een opgedragen locatie en in een opgedragen mode. Gedetecteerde luchtdoelen worden voorzien van een classificatie en een identiteit, waardoor een lokaal luchtbeeld ontstaat (Local Air Picture (LAP) ). De doelen in dit LAP worden vergeleken met bekende doelen in het datanetwerk en indien van toepassing daaraan toegevoegd. Samen met de resultaten van andere radars wordt op deze wijze een luchtbeeld samengesteld (Local Air Picture Compilation (LAPC)) dat ter beschikking staat van de diverse gebruikers van dit netwerk. De TRML kan meer dan 400 doelen tegelijk behandelen
Het radarsysteem heeft 3 tot 9 zoekslagen van de radar nodig om een gedetecteerd luchtdoel te bevestigen. De IFF-antenne ondervraagt alleen dergelijke bevestigde doelen. Eerst wordt het doel daarom op het LAP als “onbekend’ gepresenteerd. Zodra de IFF-ondervraging heeft plaatsgevonden wordt het doel als “bevriend” of “vijandelijk” aangemerkt.

### TRS-3D
De Marine Surveillance Radar TRS-3D is afgeleid van de TRML-3D.

## Duitsland
In de Bundeswehr wordt het systeem Nahbereichsradar (NBR) genoemd, oftewel short-range radar. TRML kan worden opgenomen in het Duitse Heeresflugabwehraufklärungs- und Gefechtsführungssystem (HFLaAFüSyS) van de Heeresflugabwehrtruppe (de Duitse Luchtdoelartillerie) en zo bijdragen aan een gedetailleerder en uitgebreider luchtbeeld.
TRML ontvangt en verstuurt alle voor de luchtverdediging van belang zijnde commando's en informatie over het Duitse commando- en informatiesysteem Heeresführungsinformationssystem für die rechnergestützte Operationsführung in Stäben 2/1 (Computer-Gefechtsinformationssystem der Bundeswehr) (HEROS 2/1) en vanaf 2006 over het commando- en informatiesysteem Führungsinformationssystem des Heeres (FüInfoSys H).

## Nederland
Nederland heeft in het kader van het Future Ground Based Air Defense (FGBADS) vijf TRML-3D/32 systemen aangeschaft. Drie werden geleverd in 2007(?), twee in 2009.. Ze werden ingedeeld bij 12 Luverdbt, totdat deze in 2009 werd opgeheven.

Tegenwoordig maakt het systeem deel uit van het Army Ground Based Air Defence System (AGBADS) van het Defensie Grondgebonden Luchtverdedigingscommando (DGLC). Binnen AGBADS worden de beelden van de verschillende radars samengevoegd waardoor een zogenoemd local air picture (LAP) ontstaat. Iedereen binnen het AGBADS heeft toegang tot deze informatie. De LAP kan worden uitgebreid met luchtbeeld van andere wapensystemen of militaire netwerken (Link-16). Met dit samengesteld luchtbeeld worden vanuit het operatiecentrum  doelen bestreden.
Iedere radargroep heeft de beschikking over een Mercedes-Benz 7,5 kN voor de wisseling van de bedieningen. Iedere bediening bestaat uit een commandant (wachtmeester) en een chauffeur/bedienaar.
De Nederlandse TRML-3D/32’s beschikken over:
- twee FM-9000 radio’s voor spraakverbindingen (één voor het radionetwerk van de batterij en een voor het Air Surveillance Net)
- een dataradio (Wideband Network Radio (WNR) )
- een ‘router’ (Tactical Network Communication Layer (TNCL) )
- twee computers (één voor Local Air Picture Compilation en een voor External Air Picture Compilation)
- een Primary Radar / Identification friend or foe (PR/IFF) monitor
- een laptop Non RealTime Work Station (NRTWS)
- een printer

De Nederlandse TRML-3D’s worden vervoerd op een 10-tons MAN SX2000 8x8-vrachtauto, de opvolger van de MAN MAN Lkw 15 t mil gl BR A1 (8x8).

## Andere gebruikers
Het TRML-systeem is ook aangeschaft door Litouwen en Maleisië.

## Technische gegevens
Technische gegevens TRML
| Type               | TRML-2D       | TRML-3D                | TRML-3D/32             |
| Gewicht:           | 13 ton        | 13 ton                 | 13 ton                 |
| Frequentieband:    | G             | G                      | C                      |
| Antenne:           | parabool      | phased array, 16 rijen | phased array, 32 rijen |
| Antenneomlooptijd: | 2,25s – 4,44s |                        | 2s – 9s                |
| Antennehoogte:     | 4m of 12m     | 4m of 12m              | 4m of 12m              |
| Bereik:            | 60 km         | 200 km                 | 200 km                 |
| Bemanning:         | 2             | 2                      | 2                      |

Technische gegevens vrachtwagen MAN Lkw 15 t mil gl BR A1 (8x8)
| Type                          | MAN Lkw 15 t mil gl BR A1 (8x8)                                                            |
| Fabrikant:                    | MAN                                                                                        |
| Gewicht:                      | 14 ton (excl. TRML systeem) 27 ton (incl. TRML systeem)                                    |
| Lengte:                       | 1185 cm                                                                                    |
| Breedte:                      | 250 cm                                                                                     |
| Hoogte:                       | 275,2 (hoogte cabinedak) 285 cm (excl. TRML systeem) 395 cm (incl. TRML in transportstand) |
| Bodemvrijheid:                | 457 mm                                                                                     |
| Waadvermogen:                 | 120 cm (met voorbereidingen) mm                                                            |
| Overstap:                     | 1900 mm                                                                                    |
| Opstap:                       | 600 mm                                                                                     |
| Max. helling:                 | 60 %                                                                                       |
| Max. zijdelingse hellinghoek: | 40 %                                                                                       |
| Transmissie:                  | ZF 4S-150 DP, tot 16 versnellingen vooruit en 2 achteruit                                  |
| Motor:                        | Deutz-8-cilinder-dieselmotor turbocharger and intercooler MAN D2866 KFG diesel             |
| Vermogen:                     | 265 kW (360pk)                                                                             |
| Max. snelheid:                | >80–90 km/u                                                                                |
| Rijbereik:                    | ±800 km                                                                                    |

## Foto’s

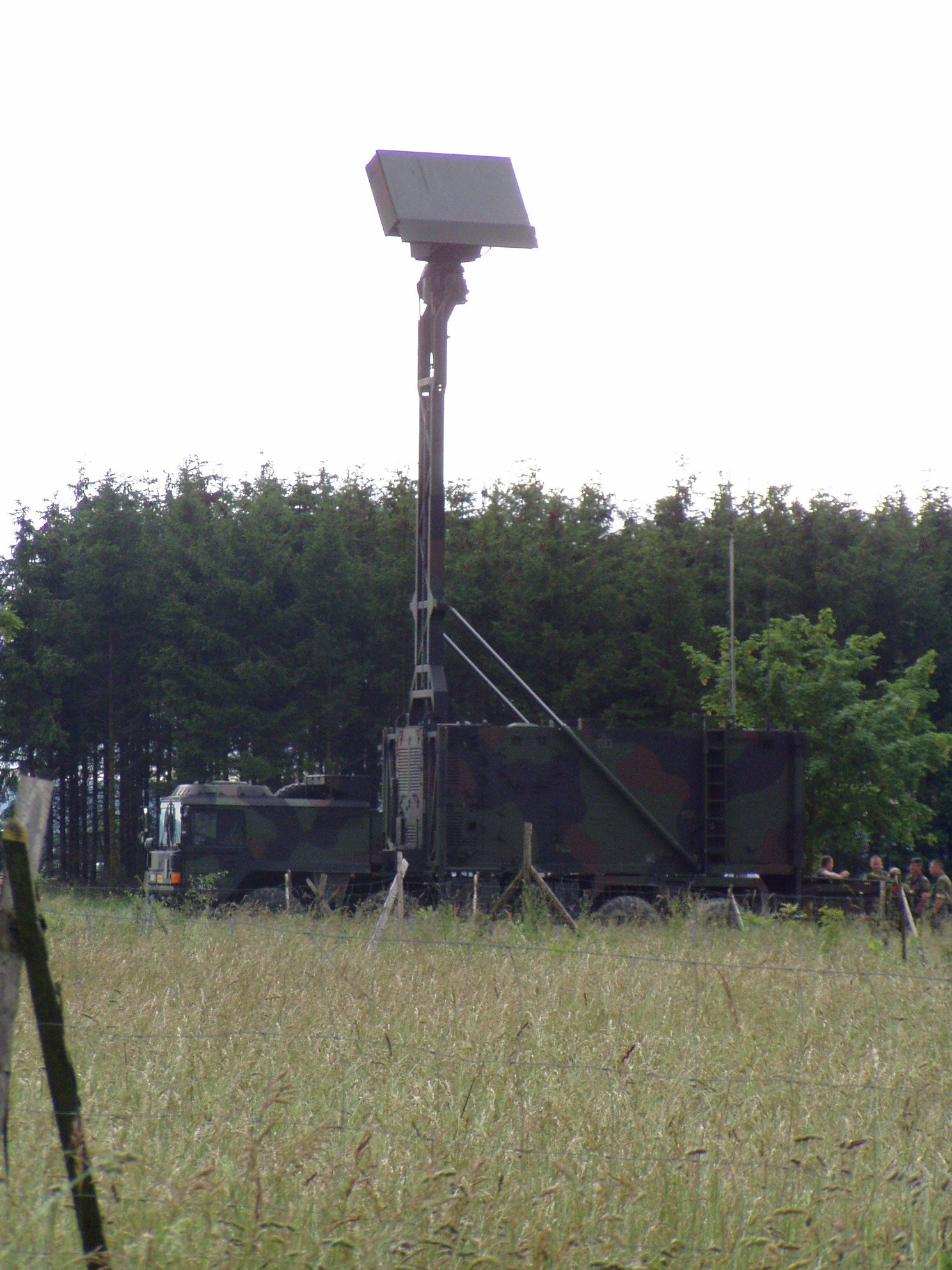
Een Nederlandse TRML-3D in opstelling in een bosrand
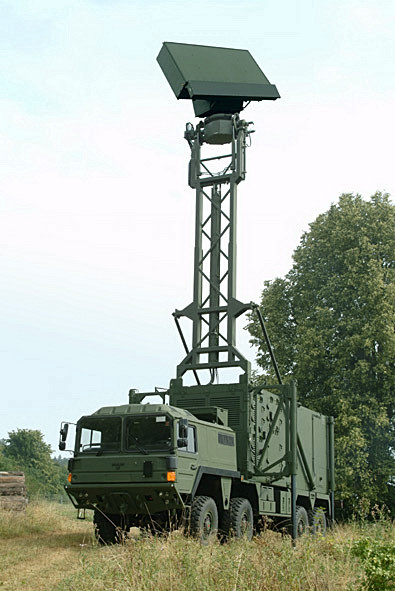
Lithuanian Armed Forces newly-acquired 3D Air Surveillance Radars TRML-3D
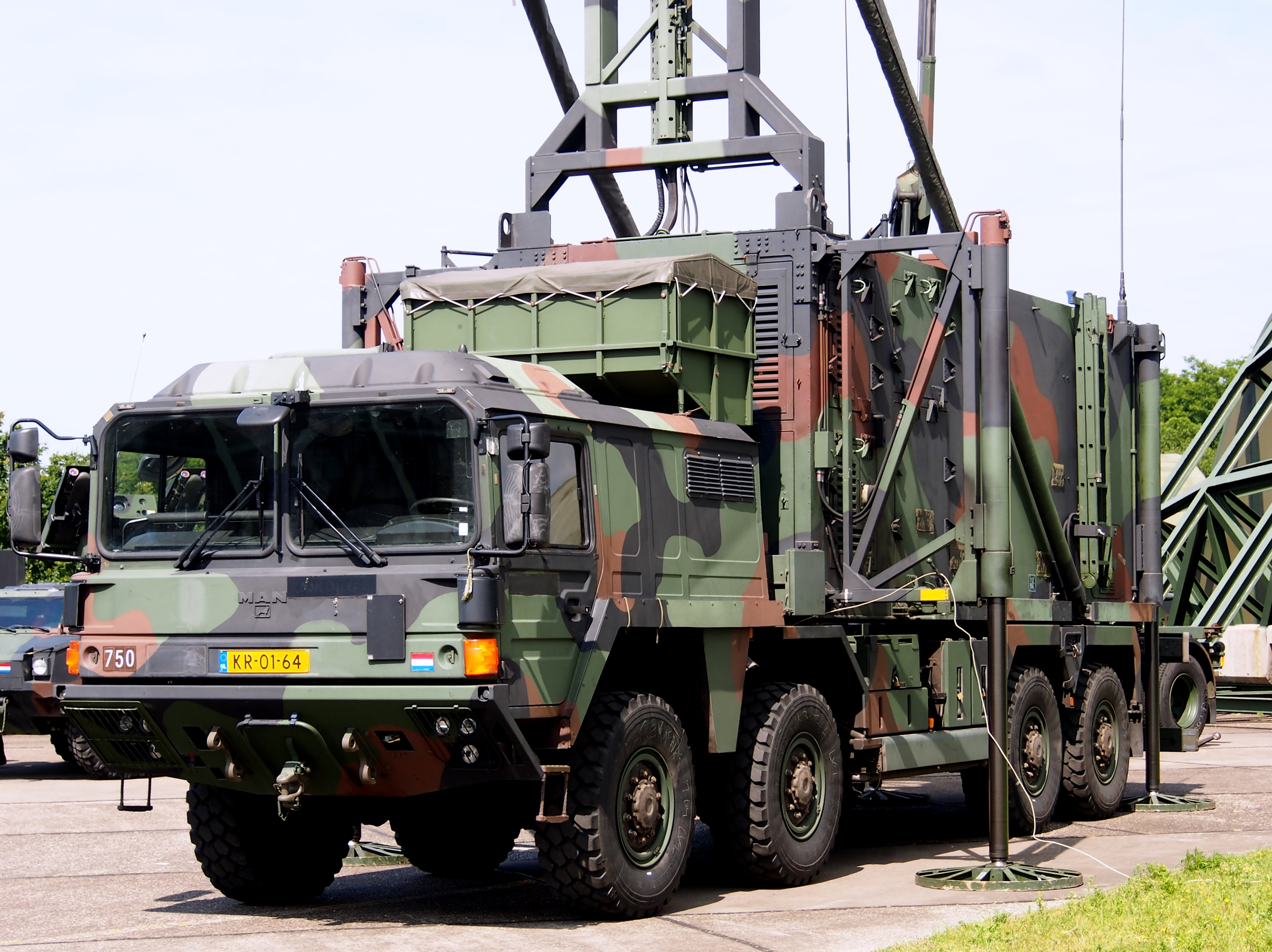
TRML in Gilze Rijen (2014)
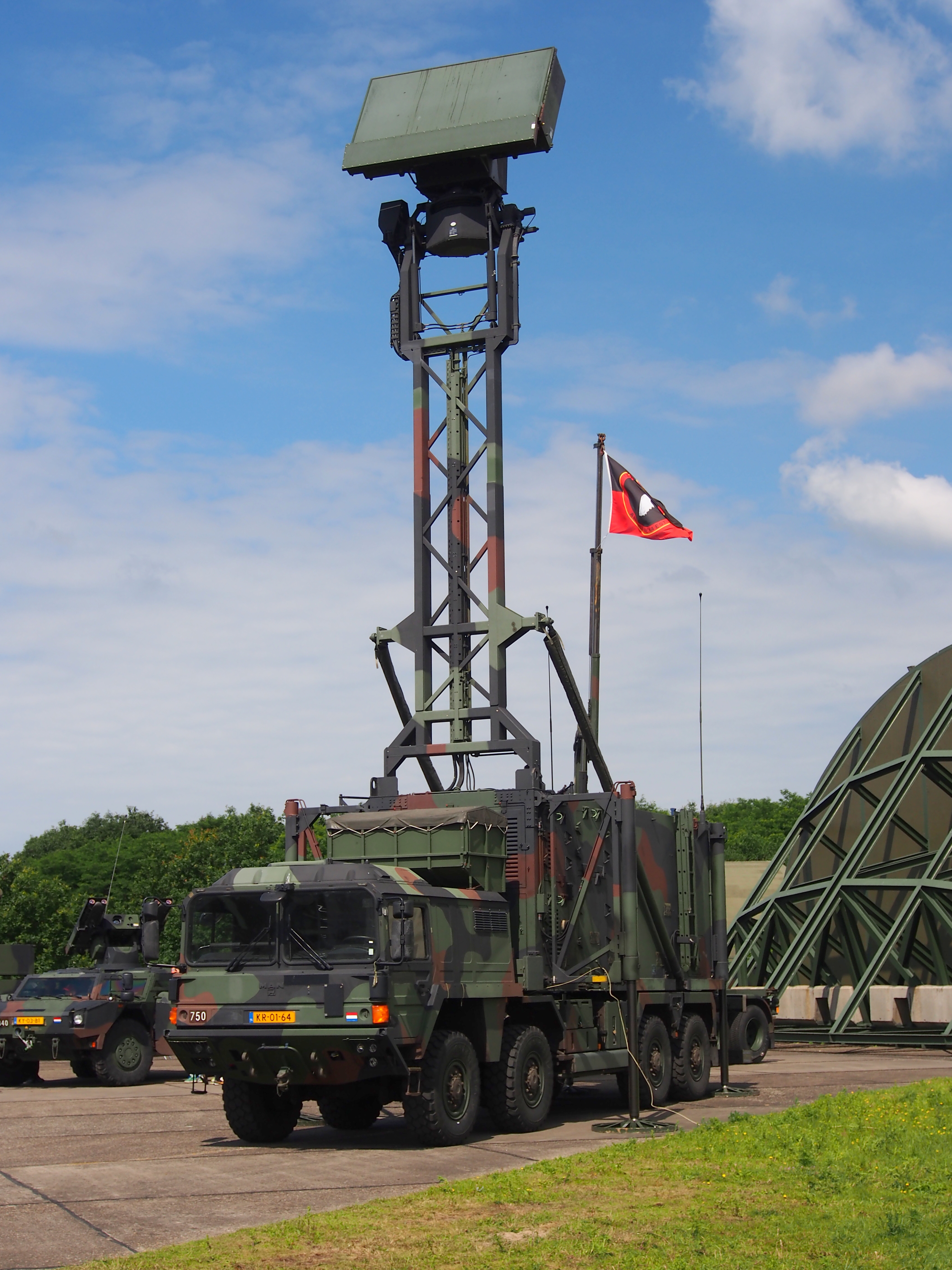
TRML in Gilze Rijen (2014)
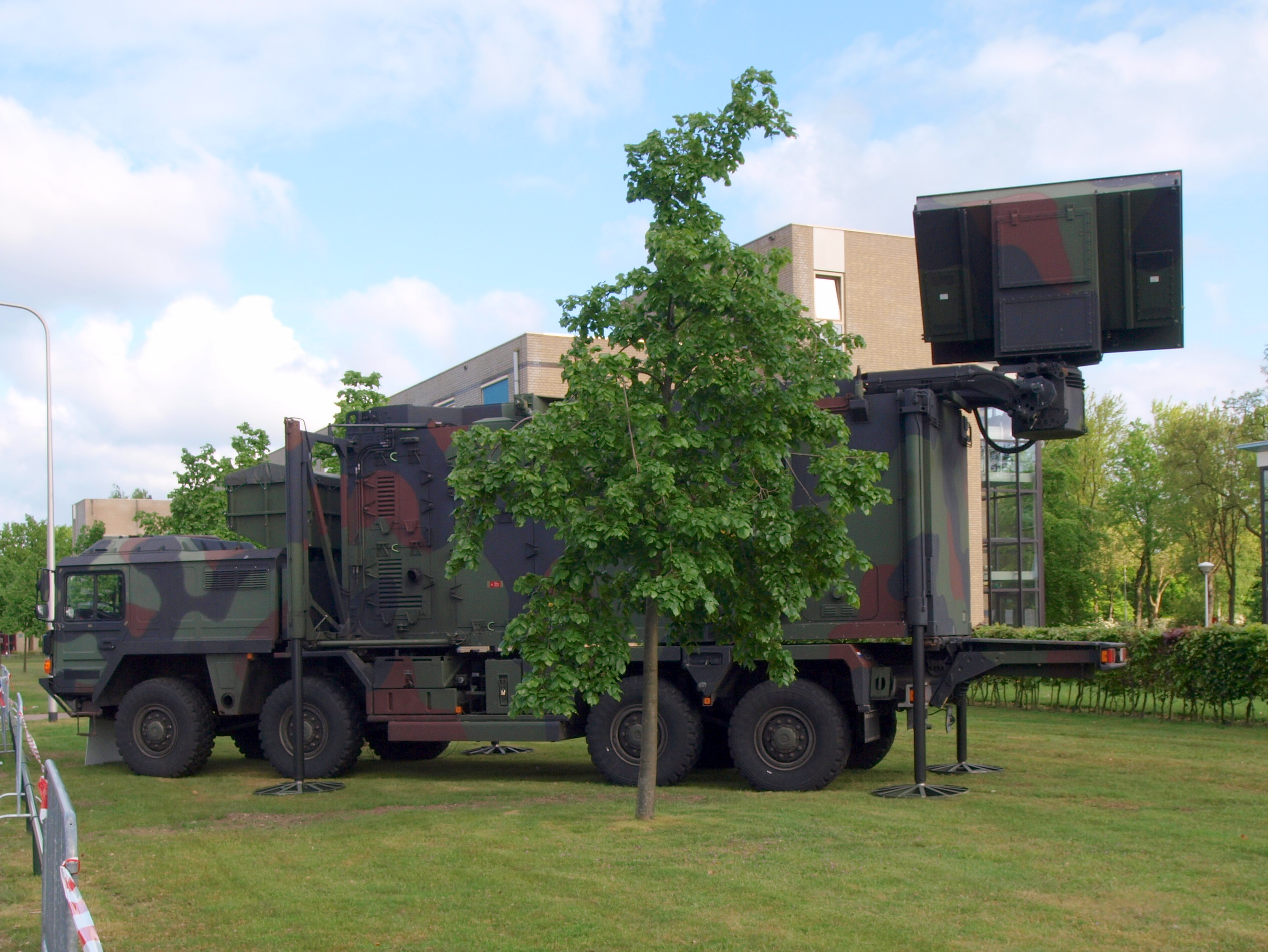
TRML op Landmachtdagen 2012 in Oirschot

## Weblinks
- 100 Jahre Radar (Fraunhofer Gesellschaft, 2004)